# Московский учительский институт

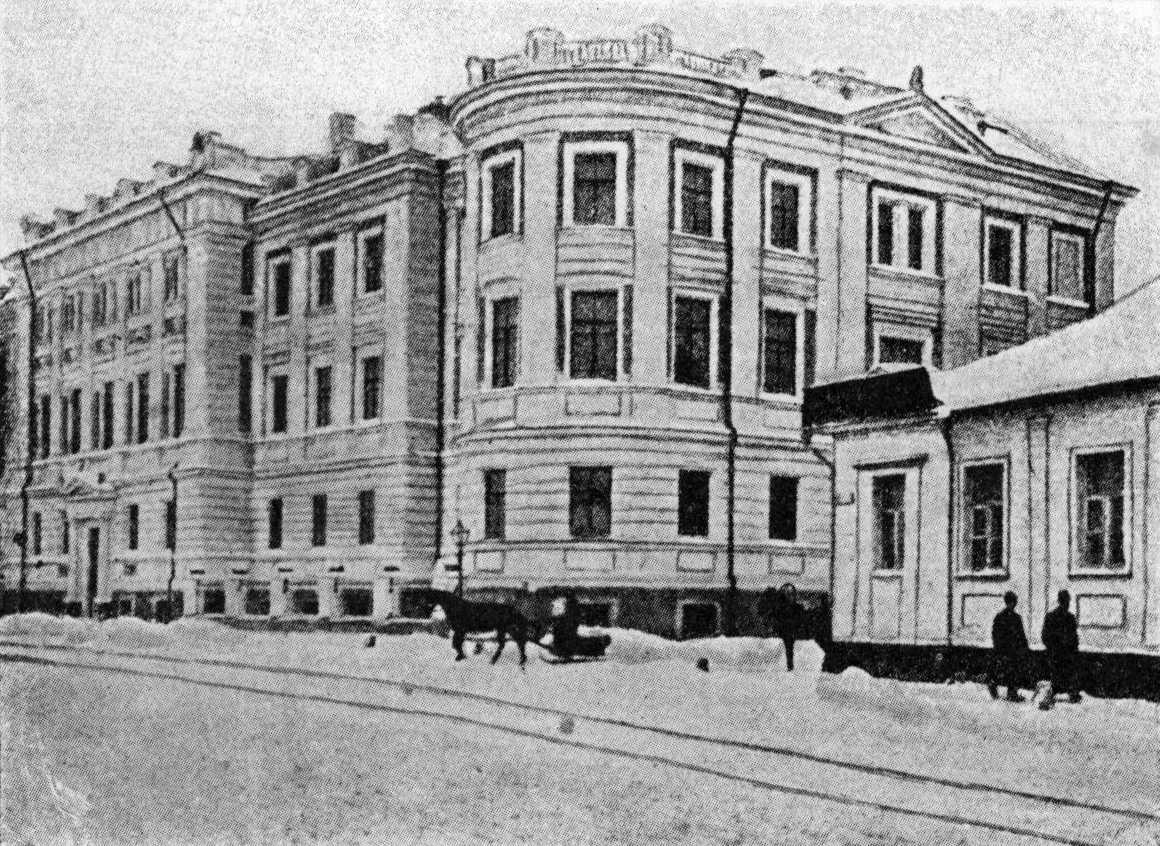
Здание учительского института на улице Большая Полянка, 1910 год.

Московский учительский институт — среднее специальное учебное заведение для подготовки учителей в сфере среднего образования.

## История
По положению от 31 мая 1872 года в Российской империи на базе уездных училищ стали создаваться городские училища с 6-летним сроком обучения. Для подготовки преподавателей училищ стали открываться учительские институты.
В 1870-х годах в России было открыто 9 учительских институтов. В Москве учительский институт был открыт в 1872 году в доме на территории владения А. Д. Засецкой (дочери Д. А. Засецкого), которое приобрело Министерство народного просвещения — улица Большая Полянка, № 50/1.
В институт принимались лица всех сословий и званий от 16 до 22 лет, но только православного вероисповедания. Стоимость обучения для приходящих слушателей составляла 50 рублей в год, а воспитанники, содержавшиеся на казённый счёт, по окончании должны были прослужить не менее шести лет учителем городского училища по назначению начальства.
Обучались в институте три года. Изучались предметы курса городских училищ, где предстояло работать выпускникам, и педагогические дисциплины: педагогика, психология, дидактика, методика всех главных предметов, а также бухгалтерия и гигиена. Так как включение в программы педагогических дисциплин шло за счёт уменьшения общеобразовательной программы (в частности, древних и новых языков), то аттестат об окончании учительского института не давал права поступления в университеты.
В 1917 году фактически прекратил существование; в 1919 году вошёл в состав Академии социального воспитания.

## Здание
Здание по 2-м Спасоналивковскому переулку было выкуплено Министерством народного просвещения в 1872 году у купеческого рода Засецких, усадьба которого располагалась на данном участке с 1819-го.
В северном крыле здания на втором этаже по завещанию купца Андрея Алексеевича Алексеева, его женой Варварой Андреевной была устроена церковь во имя святого мученика Андрея Стратилата, соименного учредителю института; церковь была освящена 4 декабря 1892 года.
В 1901 году было решено построить новое здание; проект, подготовленный архитектором А. А. Никифоровым, выполнил архитектор Н. П. Никитин.
После октябрьской революции здесь размещался рабфак имени Артёма при Горной Академии. В 1941 году во время налетов немецкой авиации северное крыло дома было разрушено бомбой. После войны здание восстановили с некоторыми архитектурными изменениями. С 1956 до 1979 года здесь располагался Москворецкий райисполком, затем университет марксизма-ленинизма, а с 1990 года — Московский политехнический институт. Ныне северное крыло дома занимает коммерческий банк.

## Выпускники
- Василий Вахтеров
- Пётр Критский
- Иван Лазарев
- Александр Насимович
- Иван Скворцов-Степанов (вып.1890)
- Иван Румянцев
- Николай Суворов (вып. 1909)
- Михаил Красильников

В московский учительский институт планировалось поступление Сергея Есенина, но, как отмечал он: «к счастью, этого не случилось».

## Преподаватели
Директора
Первым директором института в период 1872—1888 годов был Александр Фёдорович Малинин. Затем, с 20 марта 1888 года — Н. И. Раевский; с 1 августа 1890 — В. В. Григорьев; с 1895 года — Ф. И. Егоров, преподававший в институте с момента его открытия; с февраля 1905 по 1911 год — М. И. Демков. Последним директором стал Александр Петрович Флеров.
Преподаватели
- Арсеньев, Иоанн Васильевич — законоучитель (с 1892)[7]
- Бельский, Леонид Петрович
- Варавва, Михаил Петрович — естественная история и география, педагогика (с 1872)
- Глаголев, Александр Николаевич — математика
- Докучаев, Тимофей Васильевич[8] — русский язык
- Евсеев, Иван Евсеевич
- Егоров, Дмитрий Фёдорович — физика
- Козьмин, Константин Андреевич — русский язык
- Копьев, Николай Александрович — законоучитель (до 1892[9])
- Павлов, Алексей Семёнович — черчение, рисование и чистописание (1872—1899)
- Хагельстрем, Владимир Андреевич — бухгалтерия